# Parcul natural Altmühltal
Parcul natural Altmühltal a fost înființat la 25 iulie 1969 și este pe locul trei ca mărime în Germania.

## Geografie
Regiunea se întinde pe teritoriul districtelor Eichstätt, Donau-Ries, Kelheim, Neuburg-Schrobenhausen, Landkreis Neumarkt in der Oberpfalz, Roth și Weißenburg-Gunzenhausen. Un loc central în parc îl ocupă orașul  Eichstätt. Parcul este caracterizat prin munți din grupa Mittelgebirge situați la sud de Frankenalb, cu pajiști uscate, crânguri de soc, pășuni umede și cariere de piatră. Râul Altmühl traversează parcul curgând de la vest la est, el fiind legat cu canale de drenare a regiunilor umede.

## Atracții turistice
Pentru turiști se oferă excursii pe apă care pot ajunge până la canalul Main-Dunăre. Există și drumuri amenajate pentru cicliști, drumeți, regiuni de cățărat ca și descoperiri arheologice sau geologice din regiunea parcului.